# Warthaer Pfefferkuchen
Warthaer Pfefferkuchen (polnisch Bardzkie Pierniki, schlesisch Woarther Pfafferkucha) waren traditionell handwerklich hergestellte Lebkuchenplätzchen in verschiedenen Sorten, die aus dem niederschlesischen Wallfahrtsort Wartha (seit 1945 Bardo) stammten. Im Gegensatz zu anderen Leb- und Honigkuchenvarianten unterschieden sich das Warthaer Rezept durch eine längere Lagerung und Reifung des Grundteiges vor dem Backen.
Die Pfefferkuchentradition in Wartha reichte bis ins Jahr 1464. Mit der Vertreibung der Deutschen aus Niederschlesien nach 1945 war diese Tradition erloschen. Seit August 2015 erinnert eine Informationstafel an der ehemaligen Bäckerei Alois Hentschel an diese Tradition.